# Tecnimont

La société Tecnimont S.p.A., abréviation de Montedison Tecnologie, est une société d'ingénierie italienne, issue de l'ancien groupe Montedison, spécialisée dans le domaine de la chimie et la pétrochimie. La société fait actuellement à 100 % du groupe Maire Tecnimont SpA, coté à la Bourse de Milan depuis le 25 mars 2008.

## Histoire
La division ingénierie du groupe chimique italien Montedison est devenue une société indépendante en 1966, et à partir de 1973 est devenue Tecnimont. En  1983, Tecnimont fut regroupée dans "Iniziativa Meta", groupement d'ingénierie de toutes les sociétés appartenant à Montedison. Tecnimont controlait alors également les sociétés "Montedil" et "Montedison Servizi per l'Agricoltura".
À l'origine de la constitution du groupe Montedison, "Montecatini", disposait de sa propre division d'ingénierie appelée "Settore Progetti e Studi" qui deviendra ensuite "Divisione Ingegnaria (DIIN)". Puis, lors de la fusion avec la société italienne Edison, tous les services études, ingénierie et R&D furent transférés à Milan. 

## La cession au groupe Maire Holding
Après la rupture de l'association Enimont, le démantèlement de l'empire du groupe Ferruzzi et l'OPA de Fiat Holding SpA sur Montedison, la société d'ingénierie Tecnimont a été vendue en 2005 au groupe d'ingénierie Maire Holding qui, après avoir racheté Fiat Engineering, fusionnera les deux entités pour former un géant de l'ingénierie industrielle, Maire Tecnimont SpA.